# Nicola Gravina
Nicola Gravina (San Paolo, 6 dicembre 1935) è un ex calciatore brasiliano naturalizzato messicano, di ruolo attaccante.

## Biografia
Nato a San Paolo, in Brasile, da padre italiano e madre colombiana, dopo aver lasciato il calcio giocato rimase a vivere in Messico e divenne procuratore sportivo. Si deve alla sua mediazione l'arrivo in Messico di giocatori come Cabinho, Ricardo Ferretti, Spencer Coelho, Nílton Batata, Antônio Carlos Santos, Reynaldo Güeldini e Carlos Eloir Peruci.

## Carriera
Gravina inizia la carriera in patria nel San Paolo, che lascerà per trasferirsi in Messico nell'Oro, con cui otterrà nella stagione 1961-1962 il quarto posto finale. La stagione seguente con il suo club si aggiudica il campionato ed anche la Campeón de Campeones 1963, battendo per 3-1 i rivali cittadini del Guadalajara, vincitori della coppa.
Nella stagione 1963-1964 passa al Pumas UNAM, con cui ottiene il settimo posto in campionato
Nel campionato 1964-1965 ritorna all'Oro, con cui ottiene il secondo posto finale.
Nella stagione 1965-1966 passa ai cadetti del Tampico Madero, con cui perde la promozione in massima serie a causa dello spareggio perso contro il Nuevo León, giunti al primo posto a pari punti.
Ritorna a giocare nella massima serie messicana con il Ciudad Madero, con cui retrocede in cadetteria al termine della Primera División 1966-1967.
La stagione seguente rimane a giocare nella massima serie, in forza all'Irapuato, con cui ottiene l'undicesimo posto.
Nel 1968 viene ingaggiato dagli statunitensi del Houston Stars, impegnati nella neonata North American Soccer League. Con gli Stars ottenne il secondo posto della Gulf Division della NASL 1968, non riuscendo ad accedere alla fase finale del torneo.
Terminata l'esperienza texana, torna per la terza volta all'Oro, con cui ottiene la salvezza al termine del triplice spareggio vinto contro il Nuevo León.

## Palmarès
- Campionato messicano: 1

Oro: 1962-1963
- Campeón de Campeones: 1

Oro: 1963